# Liste der Baudenkmale in Eixen
In der Liste der Baudenkmale in Eixen sind alle Baudenkmale der Gemeinde Eixen im Landkreis Vorpommern-Rügen und ihrer Ortsteile aufgelistet. Grundlage ist die Veröffentlichung der Denkmalliste des Landkreises Vorpommern-Rügen, Auszug aus der Kreisdenkmalliste vom Juli 2012 und September 2014.

## Eixen
| ID             | Lage            | Bezeichnung                                                                            | Beschreibung | Bild                                                                                   |
| -------------- | --------------- | -------------------------------------------------------------------------------------- | ------------ | -------------------------------------------------------------------------------------- |
| 10292 Wikidata |                 | Kirche, Friedhof mit Feldsteinmauer, Glockenstuhl mit zwei Glocken und Stele (18. Jh.) |              | Kirche, Friedhof mit Feldsteinmauer, Glockenstuhl mit zwei Glocken und Stele (18. Jh.) |
| 10293 Wikidata | Semlower Straße | Schule                                                                                 |              |                                                                                        |

## Leplow
| ID           | Lage                  | Bezeichnung                                           | Beschreibung | Bild                                                  |
| ------------ | --------------------- | ----------------------------------------------------- | ------------ | ----------------------------------------------------- |
| 577 Wikidata | Zur Kirche 34 (Karte) | Kirche mit Friedhof und Glockenstuhl mit zwei Glocken |              | Kirche mit Friedhof und Glockenstuhl mit zwei Glocken |

## Ravenhorst
| ID            | Lage                      | Bezeichnung | Beschreibung | Bild |
| ------------- | ------------------------- | ----------- | ------------ | ---- |
| 824A Wikidata | Barther Straße 63 (Karte) | Katen       |              |      |
| 824B Wikidata | Barther Straße 65 (Karte) | Katen       |              |      |

## Quelle
- Denkmalliste des Landkreises Vorpommern-Rügen